# 579. grenadirski polk (Wehrmacht)
579. grenadirski polk (izvirno nemško 579. Grenadier-Regiment; kratica 579. GR) je bil pehotni polk Heera v času druge svetovne vojne.

## Zgodovina
Polk je bil ustanovljen 15. oktobra 1942 s preimenovanjem 579. pehotnega polka; dodeljen je bil 306. pehotni diviziji.
Uničen je bil avgusta 1944.